# 勘误表
勘误表（英語：Erratum，复数形式errata）是一种在出版物發行後印製，修正其中错误的表单。通常附在已经印刷好的出版物中。 《芝加哥格式手册》中描述勘误表是：「勘误表、錯誤列表以及對應的修正內容，可以用夾頁或是嵌入頁面的方式進行。
勘误表很確定不是書本常見的一部份，不該用勘误表更正一些簡單的誤植，或是加入一些新內容。只有發現一些嚴重的錯誤，嚴重到會造成誤解，問題太晚發現，無法用正常程序更正，但是是在發行之前發現，才會用勘误表修正。
勘误表中會列出錯誤的位置，以及其正確的內容，随後插入書本中，也可能會放在封面後的下一頁。